# キサントソーマ
キサントソーマ、キサンソソマ（学：Xanthosoma）はサトイモ科に含まれる属の一つ。またはキサントソーマ属に含まれる植物の総称。アメリカサトイモ属とも称されれる。

## 特徴
熱帯アメリカが原産地の常緑性植物である。観葉植物として栽培されたり、一部種は食用にもされている。葉は葉脈が白い種や、斑入りの種があり観賞価値は総じて高い。近縁種にカラジウム属、シンゴニウム属などがあり、葉の形状はサトイモ科の植物特有の形状をしている。

## 栽培方法
高温多湿で温暖な日陰を好む。耐陰性が非常に高いので、直射日光に当てる必要はほとんどない。ただし、ずっと日陰で栽培していると、葉の模様や葉柄が長く伸びて葉が項垂れやすくなる。植え替えは5～7月に行い、肥料は生育期の5～9月に与えると良い。休眠期の時期は施肥、灌水ともに控えめにする。耐寒性には極めて乏しく、12℃を継続して下回る環境下に置かれた場合、休眠期入る。更に5℃未満になると根茎も枯れて土中で腐る恐れがあるので、室内で休眠させる必要がある。繁殖方法は、生育期に子株が周囲に発生するので子株を切り離して繁殖する。害虫はハダニが発生することがある。ただし、本種はハダニが嫌う加湿環境下で栽培される事が多いので、大量発生はしにくい。

## 名称について

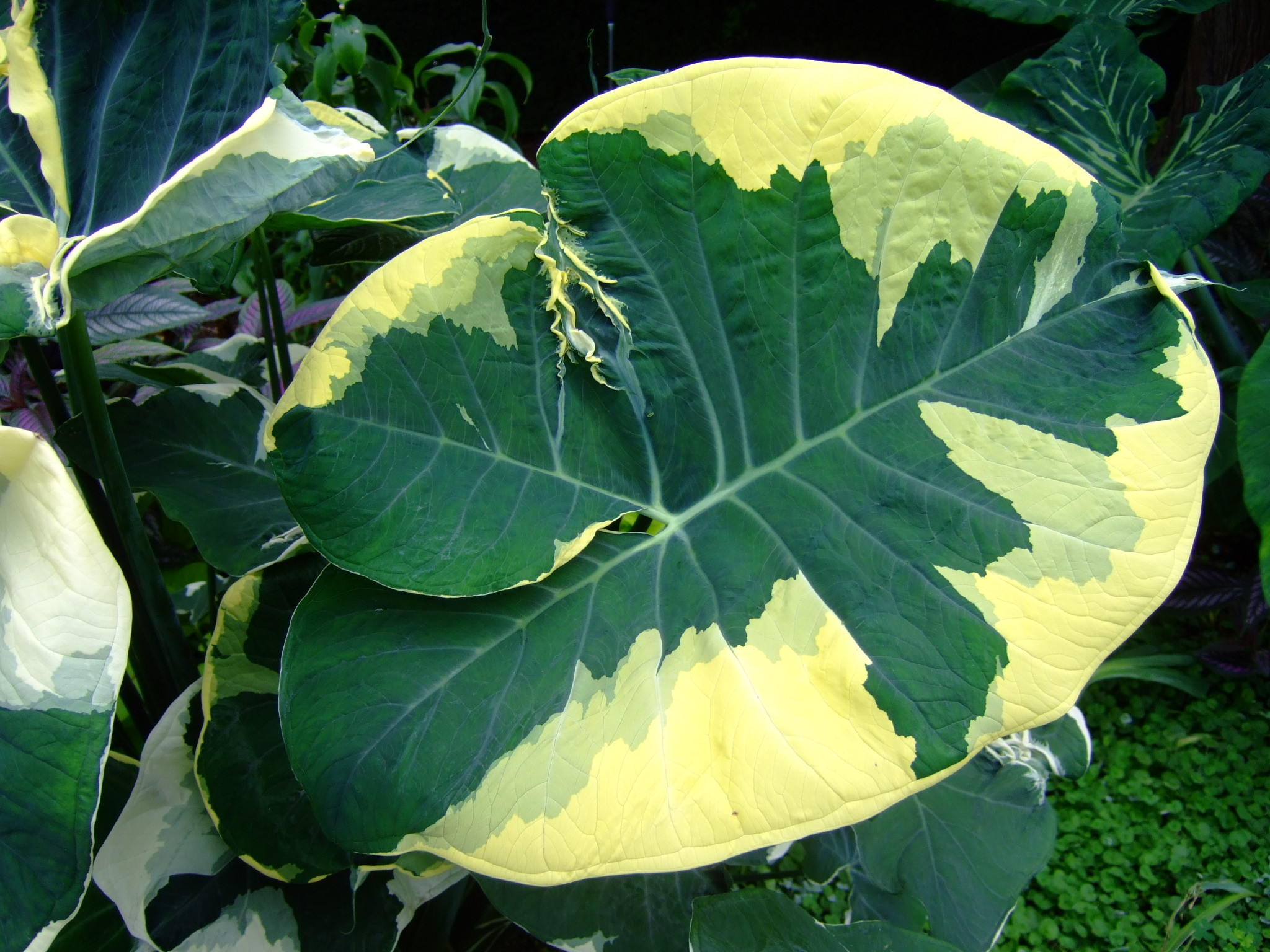
斑入りの種

属名である Xanthosoma は、ギリシャ語で Xantho（黄色）＋Soma（体）を指す言葉の合成語である。語源は不明。

## 下位分類
キサントソーマ属は80種類程度が認められる。本節では栽培される事の多い種を掲載する。
- キサントソーマ・サギッティフォリム

　（Xanthosoma sagittifolium）
- キサントソーマ・マッファファ

　（Xanthosoma maffafa）